# Maridos
Maridos o Maridos: una comedia sobre la vida, la muerte y la libertad (título original: Husbands: A Comedy About Life, Death and Freedom) es una película estadounidense de comedia dramática de 1970 escrita y dirigida por John Cassavetes. La película está protagonizada por Cassavetes junto a sus amigos y frecuentes colaboradores Ben Gazzara, Peter Falk y Jenny Runacre.